# Сем Велсфорд
Сем Велсфорд (англ. Sam Welsford, нар. 19 січня 1996) — австралійський велогонщик, срібний призер Олімпійських ігор 2016 року, бронзовий призер Олімпійських ігор 2020 року.

## Виступи на Олімпіадах
| Олімпіада           | Дисципліна                    | Місце |
| ------------------- | ----------------------------- | ----- |
| Ріо-де-Жанейро 2016 | командна гонка переслідування | 2     |
| Токіо 2020          | омніум                        | 11    |
| Токіо 2020          | командна гонка переслідування | 3     |

## Зовнішні посилання
- Сем Велсфорд — олімпійська статистика на сайті Sports-Reference.com (англ.) (архівна версія)

1. ↑  https://www.procyclingstats.com/rider/sam-welsford